# Juan Manuel Canós
Juan Manuel Canós Ferrer (Burriana, Castellón, España; 1 de enero de 1944) fue un futbolista español que se desempeñaba como defensor.

## Clubes
| Club     | País   | Año         |
| -------- | ------ | ----------- |
| Elche CF | España | 1964 - 1976 |

## Internacionalidades
- 4 veces internacional con España.
- Debutó con la selección española en Sevilla el 28 de febrero de 1968 contra Suecia.[2]